# Yamoussoukro (département)
Pour l’article homonyme, voir Yamoussoukro.
Le département de Yamoussoukro est un département de Côte d'Ivoire. 